# Vitorino Freire
Vitorino Freire is een gemeente in de Braziliaanse deelstaat Maranhão. De gemeente telt 31.144 inwoners (schatting 2009).
De gemeente grenst aan Bacabal, Olho d'Água das Cunhãs, Pio XII, Santa Inês, Altamira do Maranhão en Paulo Ramos.